# Me gusta (canción de Anitta)
«Me gusta» es una canción de la cantante brasileña Anitta en colaboración con la rapera estadounidense Cardi B y el rapero puertorriqueño Myke Towers. Se lanzó el 18 de septiembre de 2020 a través de Warner Records como el sencillo principal del quinto álbum de estudio de Anitta, Versions of Me (2022). El video musical de la canción fue filmado en Salvador, Bahía y fue lanzado el mismo día que la canción. El 20 de noviembre de 2020 se lanzó una remezcla con el cantante estadounidense 24kGoldn.

## Antecedentes y lanzamiento
Anitta comenzó a grabar el video musical de «Me gusta» el 13 de febrero de 2020 en el Centro Histórico de Salvador de Bahía — ciudad en la que ya había grabado el video musical de la canción «Bola Rebola» — rodeada de periodistas y población local. Publicó las imágenes detrás de escena en su cuenta de Instagram.
Originalmente, «Me gusta» se iba a lanzar en abril de 2020, sin embargo, el 27 de marzo de 2020, Anitta anunció que tenía que posponer el lanzamiento de la canción en medio de la pandemia de COVID-19. Posteriormente, el 19 de agosto de 2020, Anitta anunció que pospondría nuevamente el lanzamiento de la canción debido a una «gran oportunidad» relacionada con su lanzamiento. Originalmente estaba programada para interpretar «Me gusta» en el programa de televisión estadounidense The Late Late Show with James Corden el 20 de agosto de 2020, pero debido al retraso de «Me gusta», decidió interpretar su canción de 2020 «Tócame».
Anitta luego confirmó que «Me gusta» se lanzaría el 18 de septiembre de 2020. Una semana antes del lanzamiento de la canción, Anitta creó suspenso en sus redes sociales y publicó una foto en la que ella aparecía junto a Myke Towers y una silueta de una artista desconocida. La cantante luego aclaró que la silueta pertenecía a una artista que aparecería en «Me gusta» junto con Towers. Unos días después, Anitta confirmó que Cardi B aparecería en la canción. Anitta luego reveló que estaba encantada de saber que la rapera accedió a participar en la canción y que Cardi B fue una incorporación de última hora.
«Me gusta» se lanzó posteriormente en todo el mundo el 18 de septiembre de 2020, junto con su video musical.
La canción aparece en la banda sonora del videojuego de fútbol de EA Sports, FIFA 21.

## Recepción crítica
Isaac Garrido de GQ llamó a «Me gusta» como «una oda a los ritmos y colores brasileños». Agregó además que la voz de Anitta «se fusiona con la de Cardi B, con quien logra una sinergia que celebra el espíritu latino y juntas poseen los toques de hip hop y rap, entregados en un melódico espanglish», y elogió el verso de Towers. Douglas Françoza del sitio brasileño POPline afirmó que la canción «está albergando grandes expectativas en relación con las listas y ya puede considerarse el capítulo más importante en la carrera internacional de Anitta».

## Video musical
Dirigido por Daniel Russel, el video musical fue filmado en Salvador, Bahía y se estrenó el 18 de septiembre de 2020. Presenta afrolatinas de Salvador y personas de comunidades LGBTQ. El video muestra escenas en una fiesta callejera similar a un carnaval y una pasarela. En el video, Anitta usa varios atuendos coloridos, incluido un vestido de arcoíris. Cardi B usa un corsé lavanda y una falda cubierta de rosas.
Anitta comentó en una entrevista con NBC News que recibió consejos de un experto en la historia afrobrasileña sobre cómo mostrar mejor sus raíces a través de imágenes. También afirmó: «Entiendo que es música para que la gente se divierta… Pero en el video, desde atrás, tenemos un mensaje. Estamos exaltando a todo tipo de mujeres y diciendo cuánto nos gusta cuando hacen lo que quieren hacer».

## Posicionamiento en listas
| Listas (2020)                                      | Mejor posición |
| -------------------------------------------------- | -------------- |
| Argentina (Billboard Argentina Hot 100)            | 59             |
| Argentina (Monitor Latino)                         | 14             |
| Bélgica (Ultratip Valonia)                         | 15             |
| Brasil (Top 100 Brasil)                            | 14             |
| Brasil (Top 10 Pop Internacional)                  | 1              |
| Brasil (UBC Top 10 Streaming)                      | 3              |
| Canadá (Billboard Canadian Hot 100)                | 92             |
| Colombia (National Report)                         | 22             |
| Colombia (Monitor Latino Pop)                      | 7              |
| Ecuador (Monitor Latino)                           | 6              |
| España (PROMUSICAE)                                | 82             |
| Estados Unidos (Billboard Hot 100)                 | 91             |
| Estados Unidos (Billboard Hot Latin Songs)         | 5              |
| Estados Unidos (Billboard Latin Airplay)           | 23             |
| Estados Unidos (Billboard Latin Pop Airplay)       | 6              |
| Estados Unidos (Billboard Latin Rhythm Airplay)    | 13             |
| Grecia (IFPI Greece International Digital Singles) | 92             |
| Honduras (Monitor Latino Pop)                      | 7              |
| Hungría (Single Top 40)                            | 40             |
| Irlanda (IRMA)                                     | 63             |
| Lituania (AGATA)                                   | 98             |
| México (Billboard Mexico Airplay)                  | 18             |
| México (Billboard Mexico Español Airplay)          | 3              |
| México (Monitor Latino Pop)                        | 7              |
| Mundo (Billboard Global 200)                       | 37             |
| Nueva Zelanda (RMNZ Hot Singles)                   | 16             |
| Panamá (Monitor Latino Pop)                        | 10             |
| Paraguay (Monitor Latino Pop)                      | 12             |
| Perú (Monitor Latino)                              | 12             |
| Portugal (AFP)                                     | 19             |
| Puerto Rico (Monitor Latino)                       | 13             |
| Rumania (Airplay 100)                              | 76             |
| Suiza (Schweizer Hitparade)                        | 56             |
| Venezuela (Monitor Latino Pop)                     | 3              |

| Listas (2020)             | Posición |
| ------------------------- | -------- |
| Brasil (Top 50 Streaming) | 5        |

| Listas (2020)                                      | Posición |
| -------------------------------------------------- | -------- |
| Estados Unidos (Billboard Latin Pop Airplay Songs) | 47       |

| Listas (2021)                                      | Posición |
| -------------------------------------------------- | -------- |
| Estados Unidos (Billboard Latin Pop Airplay Songs) | 34       |

## Certificaciones
| País     | Organismo certificador | Certificación | Ventas certificadas | Ref.   |
| -------- | ---------------------- | ------------- | ------------------- | ------ |
| Brasil   | Pro-Música Brasil      | 3× Diamante   | 480 000             | [ 61 ] |
| Portugal | AFP                    | Platino       | 10 000              | [ 62 ] |